# Подсобное хозяйство санатория им. Калинина
Подсобное хозяйство санатория им. Калинина — упразднённый населённый пункт в Мичуринском районе Тамбовской области России. На момент упразднения входил в состав Новоникольского сельсовета. В период между 2008 и 2010 годами включен в состав села Новоникольское.

## География
Населённый пункт находился в северо-западной части Тамбовской области, в лесостепной зоне, в пределах Окско-Донской низменной равнины, к востоку от дороги Новоникольское — Большая Сосновка, в настоящее время территориально соответствует улицам Озёрная и Солнечная села Новоникольское.

### Климат
Климат умеренно континентальный, с холодной продолжительной зимой и тёплым летом. Средняя температура воздуха самого холодного месяца (января) — −10,5 °C (абсолютный минимум — −39 °C); самого тёплого месяца (июля) — 20 °C (абсолютный максимум — 38 °С). Безморозный период длится в среднем 136 дней. Среднегодовое количество атмосферных осадков составляет 550 мм, из которых 366 мм выпадает в период с апреля по октябрь.

## Население
| 1989 | 2002 | 2008 |
| ---- | ---- | ---- |
| 72   | ↗73  | ↗83  |

### Национальный состав
Согласно результатам переписи 2002 года, в национальной структуре населения русские составляли 96 %.